# Comté de Bullitt
Pour les articles homonymes, voir Bullitt (homonymie).
Le comté de Bullitt est un comté de l'État du Kentucky, aux États-Unis, fondé en décembre 1796.
Son siège est Shepherdsville et sa plus grande ville est Mount Washington. Selon le recensement de 2020, sa population était de 82 217 habitants.